# Гончаренко Іван Сергійович
Іван Сергійович Гончаренко (нар. 1 січня 1950, село Денихівка, тепер Тетіївського району Київської області) — український радянський діяч, головний агроном радгоспу «Шевченківський» Тетіївського району Київської області. Депутат Верховної Ради УРСР 11-го скликання.

## Біографія
Освіта вища. Закінчив Білоцерківський сільськогосподарський інститут Київської області.
З 1972 року — агроном, керуючий відділку радгоспу «Шевченківський» Тетіївського району Київської області.
Член КПРС з 1974 року.
З 1975 року — головний агроном радгоспу «Шевченківський» Тетіївського району Київської області.
З 1989 року — директор Уладово-Люлинецької дослідної селекційної станції села Уладівське Калинівського району Вінницької області.
Потім — на пенсії в селі Уладівське Калинівського району Вінницької області.

## Нагороди
- ордени
- медалі